# Fynnian McCarthy
Fynnian Lionel McCarthy (ur. 4 grudnia 1999 w Kelownej) – kanadyjski siatkarz, reprezentant kraju, grający na pozycji środkowego. 

## Sukcesy klubowe
Canada West Mens Volleyball:
- 2018

Mistrzostwa U Sports:
- 2018[6]

Mistrzostwo Czech:
- 2023[7]
- 2022[8], 2024[9]

Puchar Challenge:
- 2025[10]

Mistrzostwo Polski:
- 2025[11]

## Sukcesy reprezentacyjne
Puchar Panamerykański Juniorów:
- 2017[12]

Mistrzostwa Ameryki Północnej, Środkowej i Karaibów Juniorów:
- 2018[13]

Mistrzostwa Ameryki Północnej, Środkowej i Karaibów:
- 2021[14]

Puchar Panamerykański:
- 2023[15]
- 2022[16]

## Udział siatkarza w pozostałych międzynarodowych turniejach w reprezentacji Kanady
| Turniej                     | Miejsce     | Rok  |
| --------------------------- | ----------- | ---- |
| Mistrzostwa Świata Juniorów | 8. miejsce  | 2017 |
| Mistrzostwa Świata Juniorów | 12. miejsce | 2019 |
| Puchar Panamerykański       | 7. miejsce  | 2019 |

## Nagrody indywidualne
- 2017: Najlepszy środkowy Pucharu Panamerykańskiego Juniorów[20]